# おジョーズランド
おジョーズランドは、1990年にソフィアが開発し、西陣が発売したサメをモチーフとした羽根モノパチンコ機。

## 概要
- 大入賞口に羽根ではなくデジパチなどで使われるアタッカーを大役物上部に採用している。
- 台の左右非対称デザインが話題となった。
- 入賞玉が役物内部のジョーズにトスされることで右側の回転体のVゾーンを目指すという趣向。

## スペック
- 『おジョーズランド』（1990年）
  - 賞球数 13 大当たり最高継続 8R10C